# Humongous Entertainment
Humongous Entertainment Inc è uno sviluppatore di videogiochi americano.
L'azienda è conosciuta in tutto il mondo per la sua linea di giochi di genere sportivo ed avventura, ma per lo più indirizzata verso quelli educativi per bambini.
I giochi più venduti dall'azienda sono Freddi Fish, Pajama Sam e Spy Fox, questi tre titoli combinati insieme hanno venduto oltre 15 milioni di copie facendo guadagnare all'azienda più di 400 premi di eccellenza.
Dal 19 giugno 2013 la società è passata dalla proprietà di Atari a quella di Tommo.

## Storia
La compagnia venne fondata nel 1992 da Shelley Day e Ron Gilbert, Il nome Humongous (che in italiano si traduce come "gigantesco", "ciclopico") è stato suggerito dall'ex collega di Gilbert, Tim Schafer che allora lavorava con lui presso la LucasArts.
L'azienda era nota al pubblico per i giochi d'avventura di tipo point-and-click destinati ai bambini, come ad esempio la serie di Putt-Putt, Freddi fish, Pajama Sam e quella di Spy Fox; che andavano a confluire nella serie "Junior Adventure" (una serie di giochi Platform per i più piccoli), così l'azienda ha ottenuto la reputazione della "terza più grande società di software educativo-bambini".